# Electromagnetisme relativista
L'electromagnetisme relativista és un fenomen físic explicat en la teoria del camp electromagnètic a causa de la llei de Coulomb i les transformacions de Lorentz.

## Electromecànica
Després que Maxwell va proposar el model d'equació diferencial del camp electromagnètic el 1873, el mecanisme d'acció dels camps es va posar en dubte, per exemple a la classe magistral de Kelvin celebrada a la Universitat Johns Hopkins el 1884 i commemorada un segle després.
El requisit que les equacions es mantinguin coherents quan es veuen des de diversos observadors en moviment va conduir a la relativitat especial, una teoria geomètrica de l'espai 4 on la intermediació és per llum i radiació. La geometria espai-temps va proporcionar un context per a la descripció tècnica de la tecnologia elèctrica, especialment els generadors, els motors i la il·luminació al principi. La força de Coulomb es va generalitzar a la força de Lorentz. Per exemple, amb aquest model es van desenvolupar línies de transmissió i xarxes elèctriques i es va explorar la comunicació per radiofreqüència.
Un esforç per muntar una electromecànica completa sobre una base relativista es veu en el treball de Leigh Page, des de l'esquema del projecte el 1912 fins al seu llibre de text Electrodynamics (1940) The interplay (segons les equacions diferencials) s'examina el camp elèctric i magnètic vist sobre els observadors en moviment. El que és la densitat de càrrega en electroestàtica es converteix en la densitat de càrrega adequada i genera un camp magnètic per a un observador en moviment.
Un renaixement de l'interès per aquest mètode per a l'educació i la formació d'enginyers elèctrics i electrònics va esclatar a la dècada de 1960 després del llibre de text de Richard Feynman. El llibre de Rosser Classical Electromagnetism via Relativity va ser popular, com ho va ser el tractament d'Anthony French al seu llibre de text que il·lustrava esquemàticament la densitat de càrrega adequada. Un autor va proclamar: "Maxwell - Fora de Newton, Coulomb i Einstein".
L'ús de potencials retardats per descriure camps electromagnètics a partir de càrregues font és una expressió de l'electromagnetisme relativista.

## Principi
La qüestió de com es veu un camp elèctric en un marc de referència inercial en diferents marcs de referència en moviment respecte al primer és crucial per entendre els camps creats per fonts en moviment. En el cas especial, les fonts que creen el camp es troben en repòs respecte a un dels marcs de referència. Donat el camp elèctric en el marc on les fonts estan en repòs, es pot preguntar: quin és el camp elèctric en algun altre marc? Conèixer el camp elèctric en algun punt (en l'espai i en el temps) del marc de repòs de les fonts, i conèixer la velocitat relativa dels dos fotogrames va proporcionar tota la informació necessària per calcular el camp elèctric en el mateix punt de l'altre fotograma. En altres paraules, el camp elèctric a l'altre fotograma no depèn de la distribució particular de les càrregues font, només del valor local del camp elèctric en el primer fotograma en aquest punt. Així, el camp elèctric és una representació completa de la influència de les càrregues llunyanes.
Alternativament, els tractaments introductoris del magnetisme introdueixen la llei de Biot-Savart, que descriu el camp magnètic associat a un corrent elèctric. Un observador en repòs respecte a un sistema de càrregues estàtiques i lliures no veurà cap camp magnètic. Tanmateix, un observador en moviment que mira el mateix conjunt de càrregues sí que percep un corrent i, per tant, un camp magnètic. És a dir, el camp magnètic és simplement el camp elèctric, tal com es veu en un sistema de coordenades en moviment.

## Redundància
El títol d'aquest article és redundant, ja que totes les teories matemàtiques de l'electromagnetisme són relativistes. De fet, com va escriure Einstein, "La teoria especial de la relativitat... va ser simplement un desenvolupament sistemàtic de l'electrodinàmica de Clerk Maxwell i Lorentz". La combinació de variables espacials i temporals en la teoria de Maxwell requeria l'admissió d'una varietat de quatre. La velocitat de la llum finita i altres línies de moviment constant es van descriure amb geometria analítica. L'ortogonalitat dels camps vectorials elèctrics i magnètics a l'espai es va estendre mitjançant l'ortogonalitat hiperbòlica per al factor temporal.
Quan Ludwik Silberstein va publicar el seu llibre de text The Theory of Relativity (1914)  va relacionar la nova geometria amb l'electromagnetisme. La llei d'inducció de Faraday va ser suggeridora per a Einstein quan va escriure el 1905 sobre "l'acció electrodinàmica recíproca d'un imant i un conductor".
No obstant això, l'aspiració, reflectida en les referències d'aquest article, és una geometria analítica de l'espai-temps i les càrregues que proporcioni una ruta deductiva a les forces i corrents a la pràctica. Aquesta ruta real cap a la comprensió electromagnètica pot faltar, però s'ha obert un camí amb la geometria diferencial : l'espai tangent en un esdeveniment a l'espai-temps és un espai vectorial de quatre dimensions, operable per transformacions lineals. Les simetries observades pels electricistes troben expressió en l'àlgebra lineal i la geometria diferencial. Utilitzant àlgebra exterior per construir una F de 2 formes a partir de camps elèctrics i magnètics, i de la doble forma * F implícita, les equacions d F = 0 i d* F = J (actual) expressen la teoria de Maxwell amb un enfocament de forma diferencial.